# Akwá
Fabrice Alcebiades Maieco, meglio noto come Akwá (Benguela, 30 maggio 1977), è un ex calciatore angolano, di ruolo attaccante.
È il primatista di reti con la maglia della Angola (38 reti all'attivo).

## Carriera

### Club
Schierato preferibilmente da punta o da ala sinistra, ha iniziato a giocare da professionista in Portogallo, col Benfica (2 partite), nel 1995; subito è passato all'Alverca, e quindi all'Académica Coimbra.
Nel 1998 si è trasferito nella penisola arabica, in Qatar: prima al Wakra, poi all'Ittihad di Doha. Nel 2001 si è trasferito al Qatar SC sempre di Doha e nella stagione 2005-2006 è tornato al Wakra.

### Nazionale
Nel maggio 2006 Akwa è stato inserito nella lista dei 23 dal CT angolano Luís de Oliveira Gonçalves per i Mondiali di giugno in Germania. Ha giocato tutti i centottanta minuti dei primi due incontri dell'Angola contro Portogallo (persa 0-1) e Messico (pareggiata 0-0). Anche nella terza partita con l'Iran ha cominciato da titolare, venendo sostituito al 51' da Flávio Amado (che poi ha segnato).

## Statistiche

### Cronologia presenze e reti in nazionale
| Cronologia completa delle presenze e delle reti in nazionale ― Angola | Cronologia completa delle presenze e delle reti in nazionale ― Angola | Cronologia completa delle presenze e delle reti in nazionale ― Angola | Cronologia completa delle presenze e delle reti in nazionale ― Angola | Cronologia completa delle presenze e delle reti in nazionale ― Angola | Cronologia completa delle presenze e delle reti in nazionale ― Angola | Cronologia completa delle presenze e delle reti in nazionale ― Angola | Cronologia completa delle presenze e delle reti in nazionale ― Angola |
| Data                                                                  | Città                                                                 | In casa                                                               | Risultato                                                             | Ospiti                                                                | Competizione                                                          | Reti                                                                  | Note                                                                  |
| --------------------------------------------------------------------- | --------------------------------------------------------------------- | --------------------------------------------------------------------- | --------------------------------------------------------------------- | --------------------------------------------------------------------- | --------------------------------------------------------------------- | --------------------------------------------------------------------- | --------------------------------------------------------------------- |
| 8-1-1995                                                              | Luanda                                                                | Angola                                                                | 1 – 0                                                                 | Mozambico                                                             | Qual. Coppa d'Africa 1996                                             | -                                                                     |                                                                       |
| 22-1-1995                                                             | Gaborone                                                              | Botswana                                                              | 1 – 2                                                                 | Angola                                                                | Qual. Coppa d'Africa 1996                                             | -                                                                     |                                                                       |
| 8-4-1995                                                              | Windhoek                                                              | Namibia                                                               | 2 – 2                                                                 | Angola                                                                | Qual. Coppa d'Africa 1996                                             | -                                                                     |                                                                       |
| 23-4-1995                                                             | Luanda                                                                | Angola                                                                | 3 – 0                                                                 | Guinea                                                                | Qual. Coppa d'Africa 1996                                             | 2                                                                     |                                                                       |
| 4-6-1995                                                              | Luanda                                                                | Angola                                                                | 1 – 0                                                                 | Mali                                                                  | Qual. Coppa d'Africa 1996                                             | 1                                                                     |                                                                       |
| 16-7-1995                                                             | Maputo                                                                | Mozambico                                                             | 2 – 1                                                                 | Angola                                                                | Qual. Coppa d'Africa 1996                                             | -                                                                     |                                                                       |
| 15-1-1996                                                             | Johannesburg                                                          | Angola                                                                | 2 – 1                                                                 | Egitto                                                                | Coppa d'Africa 1996 - 1º turno                                        | -                                                                     |                                                                       |
| 6-10-1996                                                             | Accra                                                                 | Ghana                                                                 | 2 – 1                                                                 | Angola                                                                | Qual. Coppa d'Africa 1998                                             | -                                                                     |                                                                       |
| 10-11-1996                                                            | Luanda                                                                | Angola                                                                | 2 – 1                                                                 | Zimbabwe                                                              | Qual. Mondiali 1998                                                   | 1                                                                     |                                                                       |
| 12-1-1997                                                             | Yaoundé                                                               | Camerun                                                               | 0 – 0                                                                 | Angola                                                                | Qual. Mondiali 1998                                                   | -                                                                     |                                                                       |
| 23-2-1997                                                             | Harare                                                                | Zimbabwe                                                              | 1 – 0                                                                 | Angola                                                                | Qual. Coppa d'Africa 1998                                             | -                                                                     |                                                                       |
| 6-4-1997                                                              | Luanda                                                                | Angola                                                                | 3 – 1                                                                 | Togo                                                                  | Qual. Mondiali 1998                                                   | 1                                                                     |                                                                       |
| 27-4-1997                                                             | Harare                                                                | Zimbabwe                                                              | 0 – 0                                                                 | Angola                                                                | Qual. Mondiali 1998                                                   | -                                                                     |                                                                       |
| 8-6-1997                                                              | Luanda                                                                | Angola                                                                | 1 – 1                                                                 | Camerun                                                               | Qual. Mondiali 1998                                                   | 1                                                                     |                                                                       |
| 22-6-1997                                                             | Luanda                                                                | Angola                                                                | 1 – 0                                                                 | Ghana                                                                 | Qual. Coppa d'Africa 1998                                             | 1                                                                     |                                                                       |
| 27-7-1997                                                             | Luanda                                                                | Angola                                                                | 2 – 1                                                                 | Zimbabwe                                                              | Qual. Coppa d'Africa 1998                                             | 1                                                                     |                                                                       |
| 17-8-1997                                                             | Lomé                                                                  | Togo                                                                  | 1 – 1                                                                 | Angola                                                                | Qual. Mondiali 1998                                                   | -                                                                     |                                                                       |
| 14-1-1998                                                             | Casablanca                                                            | Marocco                                                               | 2 – 1                                                                 | Angola                                                                | Amichevole                                                            | -                                                                     |                                                                       |
| 8-2-1998                                                              | Bobo-Dioulasso                                                        | Sudafrica                                                             | 0 – 0                                                                 | Angola                                                                | Coppa d'Africa 1998 - 1º turno                                        | -                                                                     |                                                                       |
| 12-2-1998                                                             | Bobo-Dioulasso                                                        | Angola                                                                | 3 – 3                                                                 | Namibia                                                               | Coppa d'Africa 1998 - 1º turno                                        | -                                                                     |                                                                       |
| 3-5-1998                                                              | Yokohama                                                              | Giappone                                                              | 1 – 1                                                                 | Angola                                                                | Amichevole                                                            | -                                                                     |                                                                       |
| 30-5-1998                                                             | Buenos Aires                                                          | Argentina                                                             | 1 – 1                                                                 | Angola                                                                | Amichevole                                                            | -                                                                     |                                                                       |
| 2-8-1998                                                              | Cotonou                                                               | Benin                                                                 | 2 – 1                                                                 | Angola                                                                | Qual. Coppa d'Africa 2000                                             | -                                                                     |                                                                       |
| 10-8-1998                                                             | Luanda                                                                | Angola                                                                | 2 – 0                                                                 | Benin                                                                 | Qual. Coppa d'Africa 2000                                             | 2                                                                     |                                                                       |
| 24-1-1999                                                             | Luanda                                                                | Angola                                                                | 3 – 1                                                                 | Gabon                                                                 | Qual. Coppa d'Africa 2000                                             | 3                                                                     |                                                                       |
| 6-6-1999                                                              | Libreville                                                            | Gabon                                                                 | 1 – 3                                                                 | Angola                                                                | Qual. Coppa d'Africa 2000                                             | -                                                                     |                                                                       |
| 9-4-2000                                                              | Mbabane                                                               | eSwatini                                                              | 0 – 1                                                                 | Angola                                                                | Qual. Mondiali 2002                                                   | -                                                                     |                                                                       |
| 18-6-2000                                                             | Luanda                                                                | Angola                                                                | 2 – 1                                                                 | Zambia                                                                | Qual. Mondiali 2002                                                   | 2                                                                     |                                                                       |
| 2-7-2000                                                              | Malabo                                                                | Guinea Equatoriale                                                    | 0 – 1                                                                 | Angola                                                                | Qual. Coppa d'Africa 2002                                             | -                                                                     |                                                                       |
| 6-7-2000                                                              | Stoccolma                                                             | Svezia                                                                | 1 – 1                                                                 | Angola                                                                | Amichevole                                                            | 1                                                                     |                                                                       |
| 9-7-2000                                                              | Yaoundé                                                               | Camerun                                                               | 3 – 0                                                                 | Angola                                                                | Qual. Mondiali 2002                                                   | -                                                                     |                                                                       |
| 16-7-2000                                                             | Luanda                                                                | Angola                                                                | 4 – 1                                                                 | Guinea Equatoriale                                                    | Qual. Coppa d'Africa 2002                                             | 1                                                                     |                                                                       |
| 23-7-2000                                                             | Newcastle upon Tyne                                                   | Inghilterra                                                           | 2 – 1                                                                 | Angola                                                                | Amichevole                                                            | 1                                                                     |                                                                       |
| 3-9-2000                                                              | Bujumbura                                                             | Burundi                                                               | 0 – 0                                                                 | Angola                                                                | Qual. Coppa d'Africa 2002                                             | -                                                                     |                                                                       |
| 8-10-2000                                                             | Luanda                                                                | Angola                                                                | 2 – 2                                                                 | Algeria                                                               | Qual. Coppa d'Africa 2002                                             | -                                                                     |                                                                       |
| 14-1-2001                                                             | Ouagadougou                                                           | Burkina Faso                                                          | 1 – 0                                                                 | Angola                                                                | Qual. Coppa d'Africa 2002                                             | -                                                                     |                                                                       |
| 24-1-2001                                                             | Luanda                                                                | Angola                                                                | 3 – 1                                                                 | Libia                                                                 | Qual. Mondiali 2002                                                   | 1                                                                     |                                                                       |
| 11-3-2001                                                             | Lomé                                                                  | Togo                                                                  | 1 – 1                                                                 | Angola                                                                | Qual. Mondiali 2002                                                   | 1                                                                     |                                                                       |
| 25-3-2001                                                             | Luanda                                                                | Angola                                                                | 2 – 0                                                                 | Burkina Faso                                                          | Qual. Coppa d'Africa 2002                                             | 1                                                                     |                                                                       |
| 21-4-2001                                                             | Chingola                                                              | Zambia                                                                | 1 – 1                                                                 | Angola                                                                | Qual. Mondiali 2002                                                   | -                                                                     |                                                                       |
| 6-5-2001                                                              | Luanda                                                                | Angola                                                                | 2 – 0                                                                 | Camerun                                                               | Qual. Mondiali 2002                                                   | 1                                                                     |                                                                       |
| 17-6-2001                                                             | Cabinda                                                               | Angola                                                                | 2 – 1                                                                 | Burundi                                                               | Qual. Coppa d'Africa 2002                                             | -                                                                     |                                                                       |
| 29-7-2001                                                             | Luanda                                                                | Angola                                                                | 1 – 1                                                                 | Togo                                                                  | Qual. Mondiali 2002                                                   | 1                                                                     |                                                                       |
| 18-8-2001                                                             | East Rutherford                                                       | Stati Uniti                                                           | 1 – 1                                                                 | Angola                                                                | Amichevole                                                            | 1                                                                     |                                                                       |
| 30-9-2001                                                             | Stoccarda                                                             | Germania                                                              | 0 – 1                                                                 | Angola                                                                | Amichevole                                                            | -                                                                     |                                                                       |
| 14-11-2001                                                            | Lisbona                                                               | Portogallo                                                            | 5 – 1                                                                 | Angola                                                                | Amichevole                                                            | -                                                                     |                                                                       |
| 15-1-2002                                                             | Johannesburg                                                          | Sudafrica                                                             | 1 – 0                                                                 | Angola                                                                | Amichevole                                                            | -                                                                     |                                                                       |
| 18-5-2002                                                             | Blantyre                                                              | Malawi                                                                | 2 – 1                                                                 | Angola                                                                | Amichevole                                                            | 1                                                                     |                                                                       |
| 25-6-2002                                                             | Nizza                                                                 | Francia                                                               | 1 – 0                                                                 | Angola                                                                | Amichevole                                                            | -                                                                     |                                                                       |
| 21-6-2003                                                             | Benin City                                                            | Nigeria                                                               | 2 – 2                                                                 | Angola                                                                | Qual. Coppa d'Africa 2004                                             | 1                                                                     |                                                                       |
| 6-7-2003                                                              | Luanda                                                                | Angola                                                                | 5 – 1                                                                 | Malawi                                                                | Qual. Coppa d'Africa 2004                                             | 1                                                                     |                                                                       |
| 20-8-2003                                                             | Kinshasa                                                              | RD del Congo                                                          | 2 – 0                                                                 | Angola                                                                | Amichevole                                                            | -                                                                     |                                                                       |
| 20-9-2003                                                             | Windhoek                                                              | Namibia                                                               | 1 – 3                                                                 | Angola                                                                | Amichevole                                                            | 1                                                                     |                                                                       |
| 16-11-2003                                                            | Luanda                                                                | Angola                                                                | 2 – 0                                                                 | Ciad                                                                  | Qual. Mondiali 2006                                                   | 1                                                                     |                                                                       |
| 20-6-2004                                                             | Luanda                                                                | Angola                                                                | 1 – 0                                                                 | Nigeria                                                               | Qual. Mondiali 2006                                                   | 1                                                                     |                                                                       |
| 3-7-2004                                                              | Libreville                                                            | Gabon                                                                 | 2 – 2                                                                 | Angola                                                                | Qual. Mondiali 2006                                                   | 1                                                                     |                                                                       |
| 10-10-2004                                                            | Luanda                                                                | Angola                                                                | 1 – 0                                                                 | Zimbabwe                                                              | Qual. Mondiali 2006                                                   | -                                                                     |                                                                       |
| 5-6-2005                                                              | Luanda                                                                | Angola                                                                | 2 – 1                                                                 | Algeria                                                               | Qual. Mondiali 2006                                                   | 1                                                                     |                                                                       |
| 18-6-2005                                                             | Kano                                                                  | Nigeria                                                               | 1 – 1                                                                 | Angola                                                                | Qual. Mondiali 2006                                                   | -                                                                     |                                                                       |
| 9-8-2005                                                              | Gaborone                                                              | Botswana                                                              | 1 – 0                                                                 | Angola                                                                | Amichevole                                                            | -                                                                     |                                                                       |
| 13-8-2005                                                             | Tunisi                                                                | Tunisia                                                               | 0 – 0                                                                 | Angola                                                                | Amichevole                                                            | -                                                                     |                                                                       |
| 17-8-2005                                                             | Mombasa                                                               | Kenya                                                                 | 1 – 2                                                                 | Angola                                                                | Amichevole                                                            | -                                                                     |                                                                       |
| 4-9-2005                                                              | Luanda                                                                | Angola                                                                | 3 – 0                                                                 | Gabon                                                                 | Qual. Mondiali 2006                                                   | -                                                                     |                                                                       |
| 8-10-2005                                                             | Kigali                                                                | Ruanda                                                                | 0 – 1                                                                 | Angola                                                                | Qual. Mondiali 2006                                                   | 1                                                                     |                                                                       |
| 16-11-2005                                                            | Brisbane                                                              | Australia                                                             | 0 – 1                                                                 | Angola                                                                | Amichevole                                                            | -                                                                     |                                                                       |
| 17-1-2006                                                             | Marrakech                                                             | Marocco                                                               | 2 – 2                                                                 | Angola                                                                | Amichevole                                                            | 1                                                                     |                                                                       |
| 21-1-2006                                                             | Il Cairo                                                              | Camerun                                                               | 3 – 1                                                                 | Angola                                                                | Coppa d'Africa 2006 - 1º turno                                        | -                                                                     |                                                                       |
| 25-1-2006                                                             | Il Cairo                                                              | Angola                                                                | 0 – 0                                                                 | RD del Congo                                                          | Coppa d'Africa 2006 - 1º turno                                        | -                                                                     |                                                                       |
| 29-1-2006                                                             | Il Cairo                                                              | Angola                                                                | 3 – 2                                                                 | Togo                                                                  | Coppa d'Africa 2006 - 1º turno                                        | -                                                                     |                                                                       |
| 1-3-2006                                                              | Seul                                                                  | Corea del Sud                                                         | 1 – 0                                                                 | Angola                                                                | Amichevole                                                            | -                                                                     |                                                                       |
| 29-4-2006                                                             | Maseru                                                                | Mauritius                                                             | 1 – 5                                                                 | Angola                                                                | Amichevole                                                            | 4                                                                     |                                                                       |
| 30-4-2006                                                             | Casablanca                                                            | Liberia                                                               | 1 – 3                                                                 | Angola                                                                | Amichevole                                                            | -                                                                     |                                                                       |
| 30-5-2006                                                             | Salerno                                                               | Argentina                                                             | 2 – 0                                                                 | Angola                                                                | Amichevole                                                            | -                                                                     |                                                                       |
| 2-6-2006                                                              | Sittard                                                               | Turchia                                                               | 3 – 2                                                                 | Angola                                                                | Amichevole                                                            | 1                                                                     |                                                                       |
| 11-6-2006                                                             | Colonia                                                               | Angola                                                                | 0 – 1                                                                 | Portogallo                                                            | Mondiali 2006 - 1º turno                                              | -                                                                     |                                                                       |
| 16-6-2006                                                             | Hannover                                                              | Messico                                                               | 0 – 0                                                                 | Angola                                                                | Mondiali 2006 - 1º turno                                              | -                                                                     |                                                                       |
| 21-6-2006                                                             | Lipsia                                                                | Angola                                                                | 1 – 1                                                                 | Iran                                                                  | Mondiali 2006 - 1º turno                                              | -                                                                     |                                                                       |
| Totale                                                                |                                                                       | Presenze                                                              | 78                                                                    |                                                                       | Reti                                                                  | 39                                                                    |                                                                       |

## Palmarès

### Club

#### Competizioni nazionali
- Qatar Stars League: 2

Al-Wakrah: 1998-1999
Qatar SC: 2002-2003
- Girabola: 2

Petro Atlético: 2008, 2009